# Tectaria coriandrifolia
Tectaria coriandrifolia är en ormbunkeart som först beskrevs av Olof Peter Swartz, och fick sitt nu gällande namn av Lucien Marcus Underwood. Tectaria coriandrifolia ingår i släktet Tectaria och familjen Tectariaceae. Inga underarter finns listade.